# Florian Grengbo
Florian Grengbo (Bourg-en-Bresse, 23 augustus 2000) is een Frans baanwielrenner gespecialiseerd in de sprintonderdelen. In 2018 won hij de teamsprint op de Wereldkampioenschappen baanwielrennen voor junioren. In 2021 nam hij deel namens Frankrijk aan de Olympische Zomerspelen 2020. Op het onderdeel teamsprint eindigde hij met Rayan Helal en Sebastien Vigier als derde.

## Baanwielrennen

### Palmares
| Jaar     | NK       | EK              | WK         | Overig                        |
| Junioren | Junioren | Junioren        | Junioren   | Junioren                      |
| -------- | -------- | --------------- | ---------- | ----------------------------- |
| 2018     | sprint   |                 |            |                               |
| 2018     |          | keirin · sprint | teamsprint |                               |
| Beloften |          |                 |            |                               |
| 2018     |          | teamsprint      |            |                               |
| Elite    |          |                 |            |                               |
| 2020     |          |                 |            | WB Milton: teamsprint         |
| 2021     |          |                 | teamsprint | Olympische Spelen: teamsprint |
| 2022     |          |                 |            |                               |
| 2023     |          |                 | teamsprint |                               |
| 2024     |          | teamsprint      |            |                               |